# 迷幻公園 (電影)
《迷幻公園》（英語：Paranoid Park）是2007年由葛斯·范·桑執導編寫的電影，改編自布雷克·尼爾森的同名小說。故事背景設在奧勒岡州波特蘭市，由蓋比·尼維斯主演意外殺害保安的滑板少年。
范·桑在閱讀、決定翻拍尼爾森的小說後，二天內便完成了劇本草稿。為了尋找飾演片中青少年的合適人選，范·桑在社交網站Myspace上張貼了公開選角公告，另也招募滑板高手擔任龍套。電影於2005年10月開拍，選在波特蘭及其附近各地進行拍攝。電影所虛構的東區滑板公園，實是拍攝於伯恩賽德滑板公園，其與東區滑板公園同是由滑板玩家自行違建所成。
《迷幻公園》2007年5月21日於第60屆坎城影展首映，並在2008年3月7日採小規模播映。電影獲得4百48萬1千美元的票房收入，超過3百萬美元的預算。電影評價多為正面；有人特別讚賞電影的執導與攝影，但也有人認為鏡頭畫面太過非寫實、步調緩慢。《迷幻公園》勇奪了一座獨立精神獎、二座波士頓影評人協會獎及坎城影展特殊的60週年紀念獎。

## 劇情簡介
亞力斯（蓋比·尼維斯飾）是一名十六歲的滑板少年，一次偶然在東區滑板公園（外號「迷幻公園」）結識了一名自稱Scratch的男人（史考特·派崔克·格林飾），受其邀約一起偷乘貨運列車。然而，列車行駛時，鐵道旁的保安發現了兩人，便追趕並試圖以手電筒將Scratch擊落火車。在鬥毆中，亞力斯以滑板反擊，受重擊的保安失去了平衡而跌到鄰近的鐵軌上，並被迎面而來的火車攔腰截成兩斷。亞力斯在驚慌中，試圖銷毀一些證據：他從鋼橋上將他的滑板丟入威拉米特河，隨後回到朋友傑瑞德（傑克·米勒飾）的家中，沖洗、扔除他沾有血跡的衣服。

## 外部連結
- 官方網站
- 互联网电影数据库（IMDb）上《迷幻公園》的资料（英文）
- AllMovie上《迷幻公園》的资料（英文）
- Box Office Mojo上《迷幻公園》的資料（英文）
- 爛番茄上《迷幻公園》的資料（英文）
- Metacritic上《迷幻公園》的資料（英文）